# Liste der Biografien/Born
Liste der Biografien |
Portal Biografien |
Personensuche
# |
A |
B |
C |
D |
E |
F |
G |
H |
I |
J |
K |
L |
M |
N |
O |
P |
Q |
R |
S |
T |
U |
V |
W |
X |
Y |
Z |
?
 
Ba |
Be |
Bd |
Bg |
Bh |
Bi |
Bj |
Bl |
Bm |
Bn |
Bo |
Br |
Bs |
Bu |
Bw |
By |
Bz
 
Boa–Boc |
Bod |
Boe |
Bof |
Bog |
Boh |
Boi–Bok |
Bol |
Bom |
Bon |
Boo |
Bop |
Boq |
Bor |
Bos |
Bot |
Bou |
Bov–Boz
 
Bora |
Borb |
Borc |
Bord |
Bore |
Borg |
Borh |
Bori |
Borj |
Bork |
Borl |
Borm |
Born |
Boro |
Borq |
Borr |
Bors |
Bort |
Boru |
Borv |
Borw |
Bory |
Borz
Die Liste der Biografien führt alle Personen auf, die in der deutschsprachigen Wikipedia einen Artikel haben. Dieses ist eine Teilliste mit 356 Einträgen von Personen, deren Namen mit den Buchstaben „Born“ beginnt.

## Born
- Born, Adolf (1930–2016), tschechischer Karikaturist und Grafiker
- Born, Adolph (1855–1924), deutscher Architekt
- Born, Aernschd (* 1949), Schweizer Liedermacher
- Born, Agnes (* 1995), norwegische Schauspielerin, Jazz-Sängerin und Model
- Born, Albert Friedrich (1829–1910), Schweizer Politiker (FDP) und Unternehmer
- Born, Anneliese (1901–1989), deutsche Schauspielerin
- Born, August (1923–1998), deutscher Politiker (EWG)
- Born, Axel (1887–1935), deutscher Geologe und Geophysiker
- Born, BOB (* 1957), deutscher Cartoonist und Illustrator
- Born, Boris (* 1960), deutscher Maler
- Born, Brooksley (* 1940), US-amerikanische Anwältin und Beamtin
- Born, Claire (1898–1965), deutsche Opernsängerin (Sopran)
- Born, Daniel (* 1975), deutscher Politiker (SPD), MdLDaniel Born (* 1975)

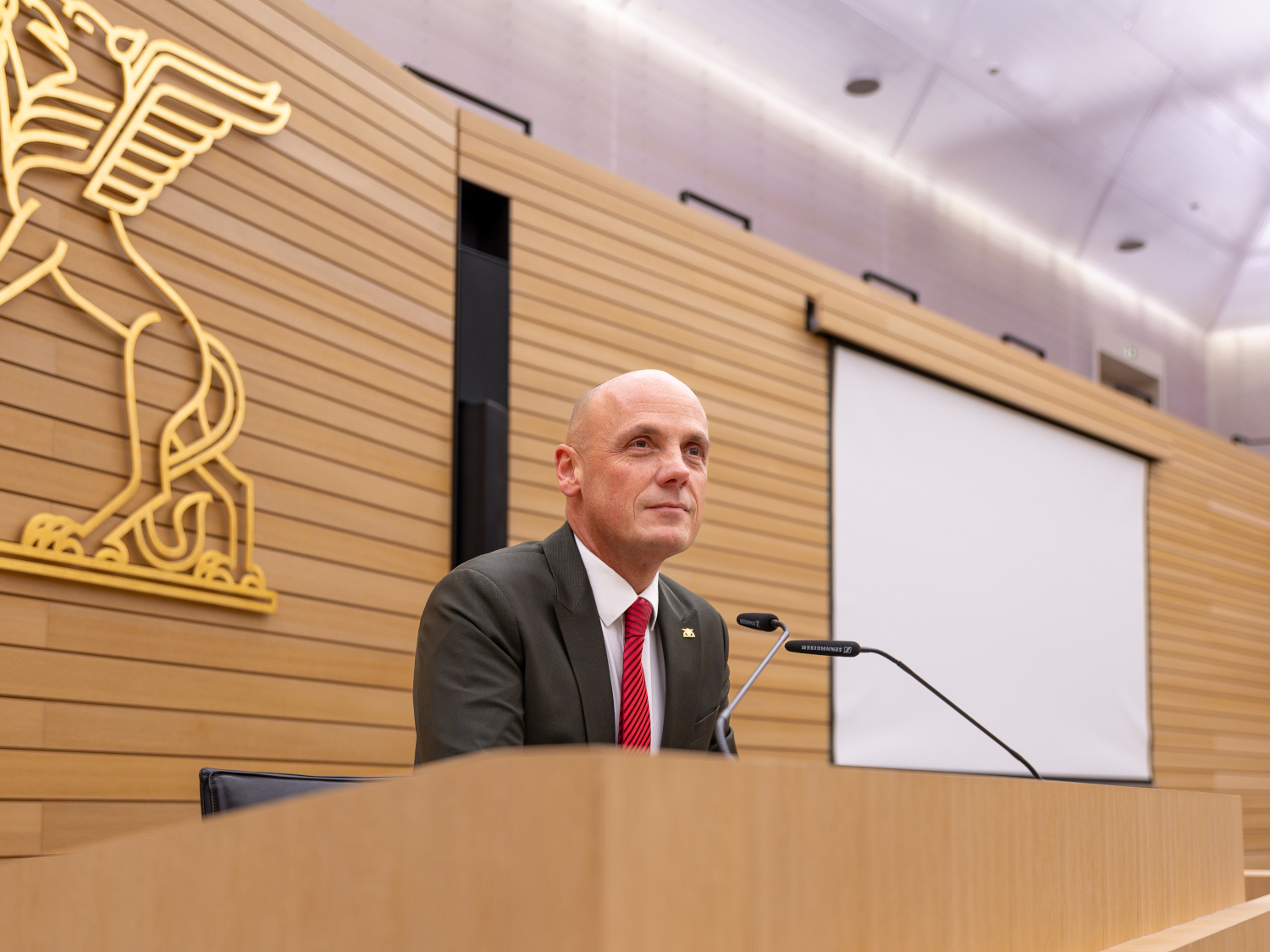
Daniel Born (* 1975)

- Born, David (1817–1879), deutscher Schriftsteller, Unternehmer und Stadtentwickler
- Born, Elina (* 1994), estnische Sängerin
- Born, Eric (* 1970), Schweizer Judoka und Manager
- Born, Erwin (1914–2011), deutscher Dirigent
- Born, Frida (1883–1953), deutsche Sozialarbeiterin, Mitglied des Provinziallandtages der Provinz Hessen-Nassau
- Born, Friedrich (1828–1881), Landtagsabgeordneter Herzogtum Nassau
- Born, Friedrich (1903–1963), Schweizer Diplomat
- Born, Friedrich George (1757–1807), deutscher Jurist, Erster Bürgermeister von Greifenberg und städtischer Landrat
- Born, Friedrich Gottlob (1743–1807), deutscher Philosoph
- Born, Georgina (* 1955), britische Kulturanthropologin und Musikerin
- Born, Gernot (1944–2012), deutscher Physiker
- Born, Guido, deutscher Schlagersänger
- Born, Günter (* 1955), deutscher Sachbuchautor
- Born, Gustav (1851–1900), deutscher Embryologe
- Born, Gustav (1921–2018), deutsch-britischer Pharmakologe
- Born, Hans-Joachim (1909–1987), deutscher Kernphysiker
- Born, Hanspeter (* 1938), schweizerischer Journalist und Buchautor
- Born, Heinrich Christian (1847–1897), Landwirt und Mitglied des Preußischen Abgeordnetenhauses
- Born, Heinz (* 1948), Schweizer Leichtathlet
- Born, Helmut (* 1948), deutscher Verbandsfunktionär, Generalsekretär des Deutschen Bauernverbands
- Born, Hendrik (1944–2021), deutscher Offizier, letzter Chef der Volksmarine der NVA
- Born, Herbert (* 1916), deutscher DBD-Funktionär, MdV, DBD-Bezirksvorsitzender Magdeburg
- Born, Ignaz von (1742–1791), österreichischer Mineraloge, GeologeIgnaz von Born (1742–1791)

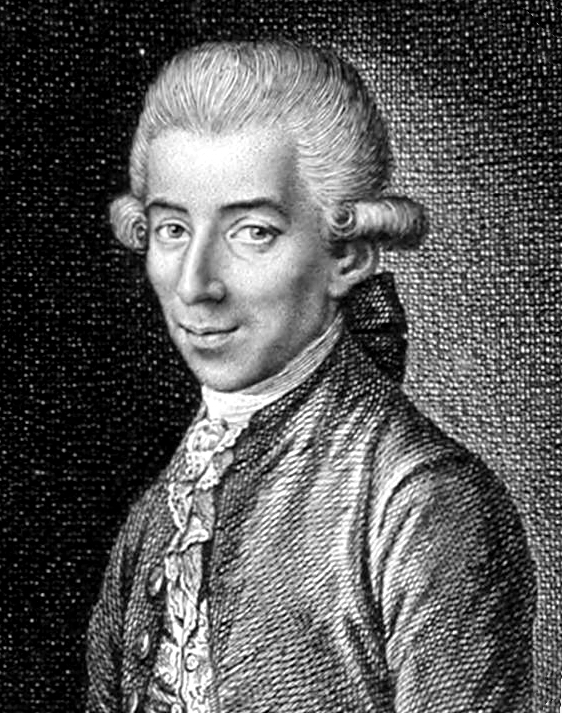
Ignaz von Born (1742–1791)

- Born, Jacob der Ältere (1638–1709), sächsischer Jurist und Bürgermeister von Leipzig
- Born, Jacob Heinrich (1717–1775), sächsischer Jurist und Bürgermeister von Leipzig
- Born, Jan (* 1958), deutscher Neurowissenschaftler
- Born, Jasmin von der (* 1979), deutsche Schauspielerin
- Born, Jessica (* 1974), deutsche Sängerin
- Born, Johann (1600–1660), deutscher Rechtswissenschaftler
- Born, Johann Franz (1669–1732), deutscher Stifter und Ratsherr
- Born, Johann Georg (1778–1851), deutschbaltisch-russischer Dichter und Pädagoge
- Born, Johannes Ernst (1884–1958), deutscher Bildhauer
- Born, Josef (1904–1987), deutscher Politiker (KPS, DFU), MdL
- Born, Julia (* 1975), Schweizer Grafikdesignerin
- Born, Jürgen (* 1940), deutscher Manager
- Born, Karl (1910–2004), deutscher Seemann, Pilot und Kinobetreiber
- Born, Karl (* 1943), deutscher Wirtschaftswissenschaftler
- Born, Karl Erich (1922–2000), deutscher Historiker
- Born, Karl Ludwig (1864–1914), Schweizer Zeichenlehrer und Landschaftsmaler
- Born, Karl Martin (* 1964), deutscher Geograph und Hochschullehrer an der Universität Vechta
- Born, Katharina (* 1973), deutsche Schriftstellerin, Journalistin und Herausgeberin
- Born, Lester Kruger (1903–1969), US-amerikanischer Archivar und Historiker
- Born, Ludger (1897–1980), deutscher Jesuit
- Born, Ludwig (1813–1875), deutscher Landwirt und Mitglied des Konstituierenden Reichstags des Norddeutschen Bundes
- Born, Ludwig von (1832–1899), deutscher Bankier und Unternehmer
- Born, Manfred (* 1960), deutscher Jurist und Richter am Bundesgerichtshof
- Born, Martin (1943–2007), deutscher Journalist
- Born, Max (1882–1970), deutsch-britischer Mathematiker und Physiker, Nobelpreisträger für PhysikMax Born (1882–1970)

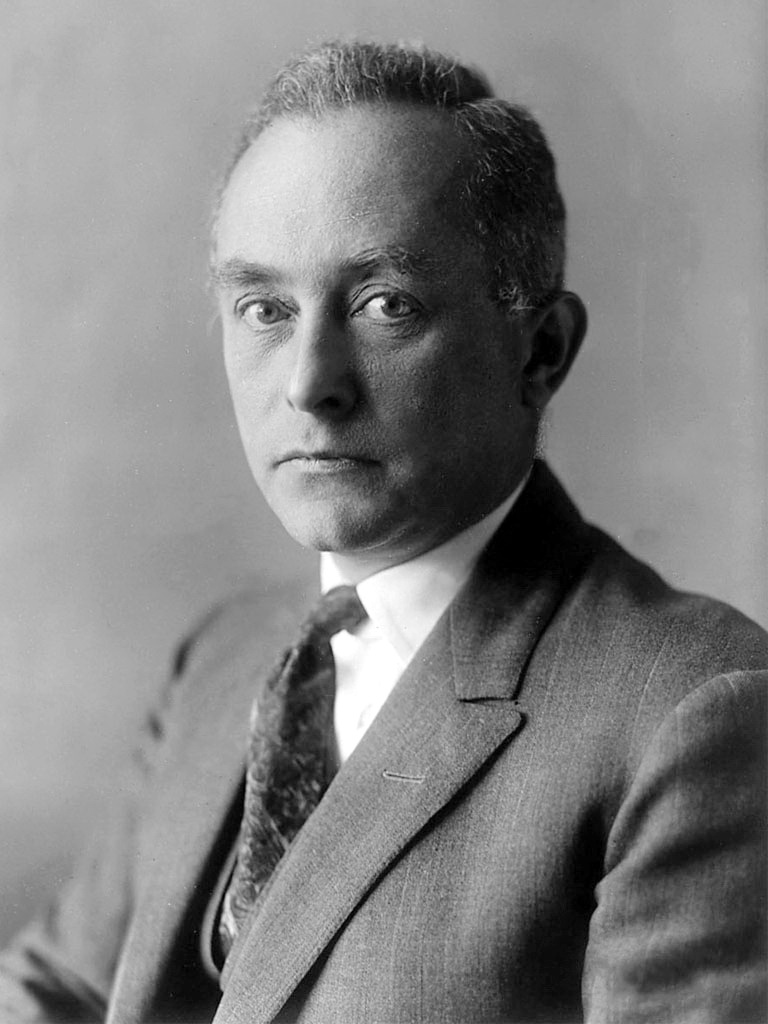
Max Born (1882–1970)

- Born, Michael (1958–2019), deutscher Fernsehjournalist
- Born, Michael (* 1967), deutscher Sportfunktionär
- Born, Miklas (* 2002), Schweizer Automobilrennfahrer
- Born, Mila (* 1972), russischsprachige Autorin
- Born, Mirco (* 1994), deutscher Fußballspieler
- Born, Natascha (* 1988), US-amerikanisch-deutsche Schauspielerin
- Born, Nicolas (1937–1979), deutscher SchriftstellerNicolas Born (1937–1979)

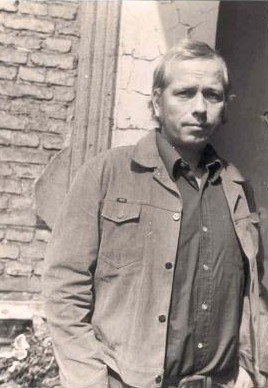
Nicolas Born (1937–1979)

- Born, Norbert (* 1962), deutscher Politiker (SPD), MdL
- Born, Oleg (* 1968), deutschstämmiger Fußballspieler
- Born, Otto (1892–1945), deutscher Politiker (NSDAP), MdR
- Born, Petra (* 1965), deutsche Eiskunstläuferin
- Born, Rolf (* 1962), Schweizer Politiker der FDP.Die Liberalen (FDP)
- Born, Rudolf (1882–1969), deutscher Bildhauer und Hochschullehrer
- Born, Rudolph (1828–1895), deutscher Mediziner und Politiker, MdR
- Born, Sarah (* 1989), italienisch-österreichische Schauspielerin
- Born, Sigismund (1849–1901), deutscher Bankier
- Born, Stefan (1950–2018), deutscher Schauspieler
- Born, Stefan (1958–2015), deutscher Fußballspieler
- Born, Stephan (1824–1898), sozialistischer Politiker und Gewerkschafter, Honorarprofessor in BaselStephan Born (1824–1898)

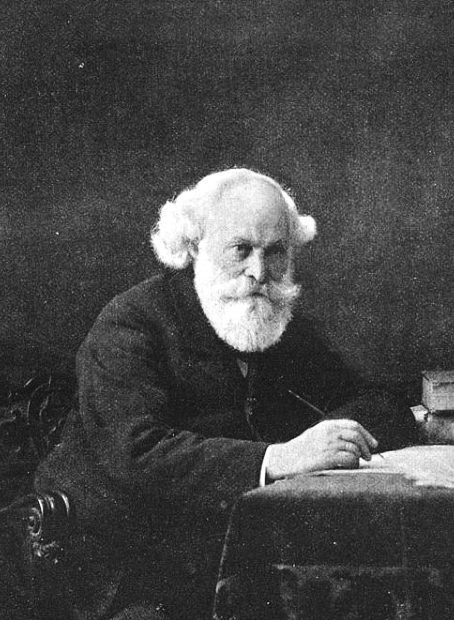
Stephan Born (1824–1898)

- Born, Thomas (1951–2015), deutscher Zuhälter und Schauspieler
- Born, Thomas (* 1952), deutscher Fotograf, Künstler und Hochschullehrer
- Born, Ulrich (* 1950), deutscher Jurist und Politiker (CDU), MdL, Landesminister von Mecklenburg-Vorpommern
- Born, Uschi, deutsche Filmeditorin
- Born, Wilhelm (* 1881), deutscher Ringer und Tauzieher
- Born, Wilhelm von (1800–1876), deutscher Gutsbesitzer und Politiker
- Born, Wilhelm von (1826–1902), deutscher Bankier
- Born, Willi (1912–2005), deutscher Fabrikant
- Born, Willi (1950–1970), deutsches Todesopfer der Berliner Mauer
- Born, Woldemar (1834–1912), deutscher Kommunalpolitiker und Parlamentarier
- Born, Wolf-Ruthart (* 1944), deutscher Diplomat
- Born, Wolfgang (1893–1949), deutschamerikanischer Kunsthistoriker
- Born, Wolfgang (* 1949), deutscher General
- Born-Fallois, Friedrich von (1845–1913), preußischer Offizier, Gutsbesitzer und Politiker
- Born-Fallois, Fritz von (1881–1946), deutscher Verwaltungsbeamter
- Born-Fallois, Wilhelm von (1878–1934), deutscher Verwaltungsbeamter und Rittergutsbesitzer
- Born-Moser, Paul (1859–1928), Schweizer Entomologe
- Born-Siebicke, Gisela (* 1949), deutsche Politikerin (CDU), MdL

### Borna
- Borna († 821), kroatischer Fürst
- Bornand, Justin (1816–1865), Schweizer Politiker und Richter
- Bornauw, Sebastiaan (* 1999), belgischer FußballspielerSebastiaan Bornauw (* 1999)

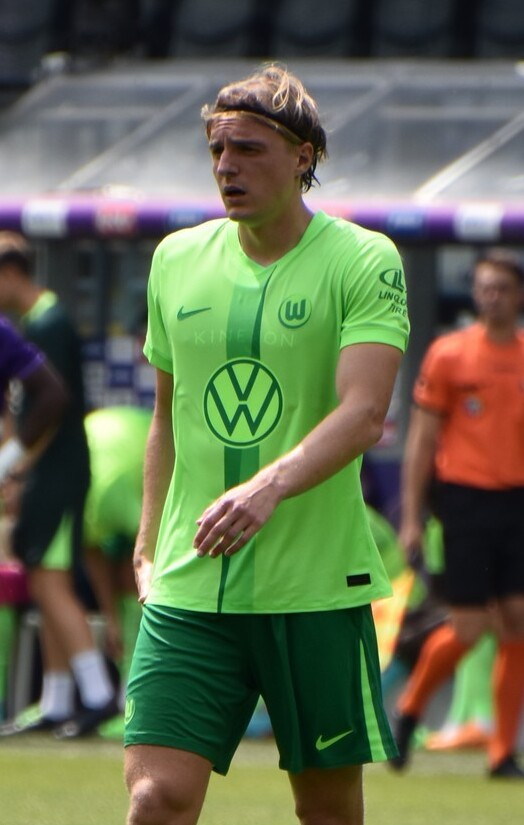
Sebastiaan Bornauw (* 1999)

- Bornay, Jade (* 2002), französische Tennisspielerin
- Bornaz, Zoubeir († 2017), tunesischer Schauspieler, Regisseur und Autor

### Bornb
- Bornbach, Stanislaus (1530–1597), Chronist
- Bornberg-Bauer, Erich (* 1963), österreichischer Biochemiker, Theoretischer Biologe und Bioinformatiker

### Borne
- Borne, Alain (1915–1962), französischer Jurist und Dichter
- Borne, Élisabeth (* 1961), französische Politikerin
- Borne, Fidentius van den (1890–1979), niederländischer Theologe
- Borne, François (1840–1920), französischer Flötist und Komponist
- Borne, Georg von dem (1867–1918), deutscher Wissenschaftler
- Borne, Hermann von dem (1850–1923), preußischer Generalleutnant
- Borne, Kurt von dem (1857–1933), preußischer General der Infanterie
- Borne, Kurt von dem (1885–1946), deutscher Marineoffizier, zuletzt Vizeadmiral
- Börne, Ludwig (1786–1837), deutscher Journalist, Literatur- und TheaterkritikerLudwig Börne (1786–1837)

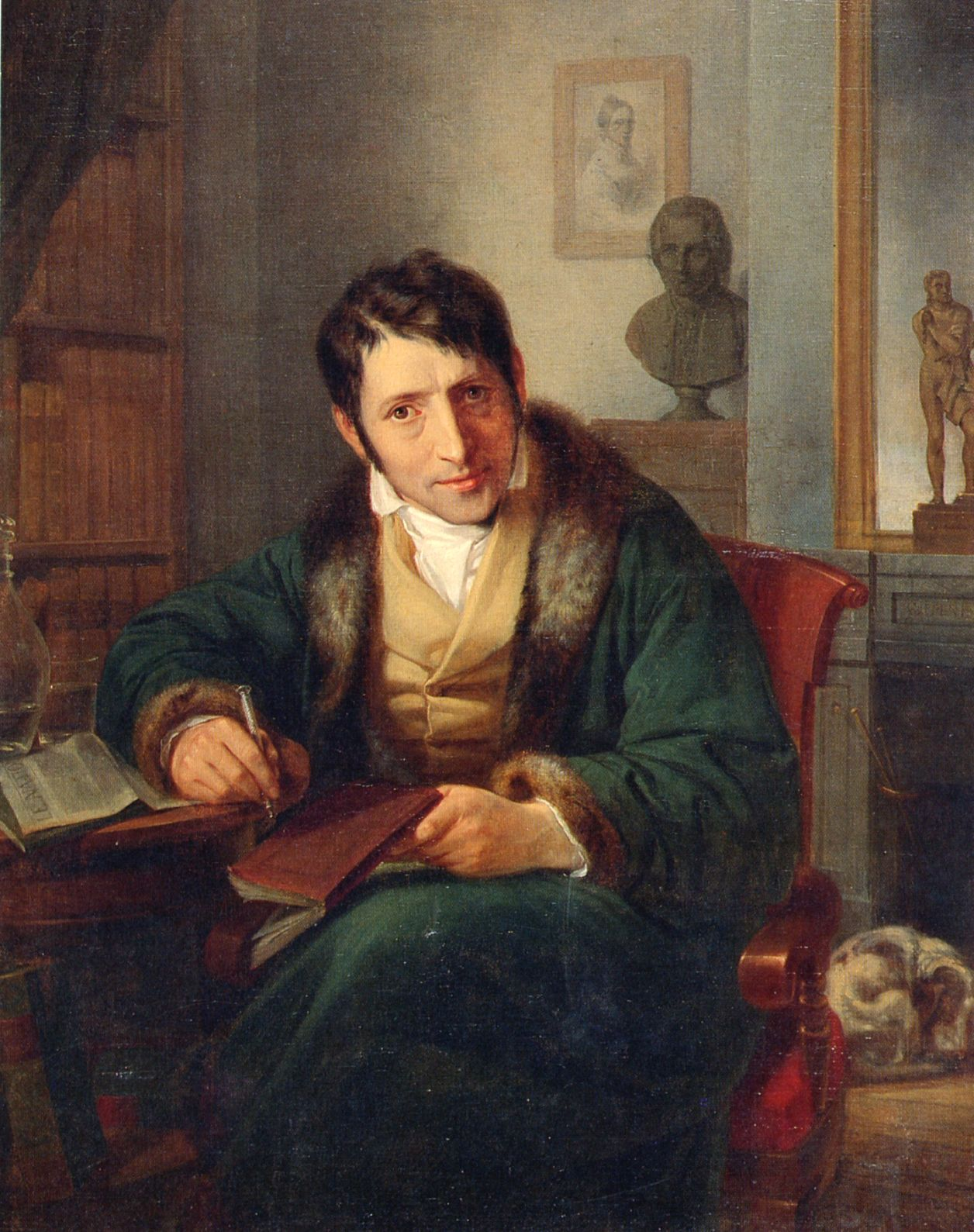
Ludwig Börne (1786–1837)

- Borne, Max von dem (1826–1894), preußischer Kammerherr
- Borne, Petrus (1910–1976), deutscher Benediktiner, Abt der Abtei Tholey
- Borne, Vanessa (* 1988), amerikanische Wrestlerin
- Bornebusch, Josephine (* 1981), schwedische Schauspielerin
- Bornedal, Fanny (* 2000), dänische Schauspielerin
- Bornedal, Ole (* 1959), dänischer Filmregisseur, Schauspieler und Produzent
- Bornefeld, Anton (1898–1980), deutscher Priester der römisch-katholischen Kirche
- Bornefeld, Helmut (1906–1990), deutscher Kirchenmusiker und Komponist
- Bornefeld, Paul (1907–1959), deutscher Fußballspieler
- Bornefeld-Ettmann, Franz (1881–1961), deutscher Politiker (Zentrum), MdR
- Bornefeldt, Matthias (1616–1669), Lübecker Kaufmann und Ratsherr
- Borneff, Joachim (1920–2001), deutscher Hygieniker
- Bornemacher, Johann († 1526), deutscher Theologe
- Borneman-Starynkewitsch, Irina Dmitrijewna (1891–1988), russische bzw. sowjetische Chemikerin und Mineralogin
- Bornemann, Alfred (* 1932), deutscher Fußballspieler
- Bornemann, Andreas (* 1971), deutscher Fußballspieler und Manager
- Bornemann, Anna (1874–1956), deutsche Malerin
- Bornemann, Bernd (* 1955), deutscher Politiker (SPD)
- Bornemann, Dieter (* 1967), österreichischer TV-Journalist und Börsen-Experte
- Bornemann, Eduard (1894–1976), deutscher Altphilologe
- Bornemann, Ernst (1912–1988), deutscher Psychologe, Sozialpädagoge und Hochschulprofessor
- Bornemann, Ernst (1915–1995), deutscher Anthropologe und Sexualforscher
- Bornemann, Felix (1861–1932), deutscher Ackerbauwissenschaftler
- Bornemann, Felix (1894–1990), deutscher Politiker (NSDAP), MdR
- Bornemann, Folkmar (* 1967), deutscher Mathematiker und Hochschullehrer
- Bornemann, Frank (* 1945), deutscher Musiker und Produzent
- Bornemann, Fritz (1905–1993), deutscher Theologe und Steyler Missionar
- Bornemann, Fritz (1912–2007), deutscher Architekt
- Bornemann, Fritz (1929–2005), deutscher Schauspieler und Regisseur
- Bornemann, Georg (1855–1936), deutscher Chemiker und Hochschullehrer
- Bornemann, Hans, Hamburger Maler des Spätmittelalters
- Bornemann, Hans (1913–1966), deutscher Fußballspieler
- Bornemann, Heinrich Ernst (1780–1820), deutscher Jurist
- Bornemann, Helmut (1902–1991), deutscher Ingenieur
- Bornemann, Hinrik († 1499), Maler der Spätgotik
- Bornemann, Johann Friedrich Christian (1791–1868), deutscher Badearzt
- Bornemann, Johann Georg (1831–1896), deutscher Geologe, Paläontologe und Unternehmer
- Bornemann, Johannes (1778–1855), deutscher Schmiedemeister, Bürgermeister und Politiker
- Bornemann, Jürgen (1950–2019), deutscher General
- Bornemann, Jutta (1920–1999), österreichische Drehbuchautorin und Schauspielerin
- Bornemann, Karl Heinrich (1874–1963), Landtagsabgeordneter Volksstaat Hessen
- Bornemann, Klaus D. (* 1949), deutscher Fotograf und Schriftsteller
- Bornemann, Ludwig Heinrich Bernhard (1817–1896), deutscher Amtsgerichtsrat; Ehrenbürger in Harburg
- Bornemann, Manfred (1933–2012), deutscher Geologe und Sachbuchautor
- Bornemann, Michaela (* 1971), österreichische Judoka
- Bornemann, Otto (1891–1972), deutscher Politiker (DDP, DStP, NSDAP), MdR
- Bornemann, Roland (* 1955), deutscher Jurist
- Bornemann, Rudolf (1650–1711), deutscher Münzwardein, Münzmeister, Ratsverwandter und Kämmerer
- Bornemann, Timo (* 2000), deutscher Fußballspieler
- Bornemann, Wilhelm († 1851), deutscher Schriftsteller und Direktor der Königlich Preußischen Staatslotterie
- Bornemann, Wilhelm (1798–1864), preußischer Jurist und Politiker
- Bornemann, Wilhelm (1858–1946), deutscher evangelischer Theologe und Kirchenlieddichter
- Bornemann, Winfried (* 1944), deutscher Schriftsteller
- Bornemissza, Fatima (* 1978), österreichische Künstlerin
- Bornemisza, Géza (1895–1983), ungarischer Politiker, Handels- und Industrieminister
- Borneo, Belinda (* 1966), britische Tennisspielerin
- Borner, Alain (1932–2019), Schweizer Politiker (FDP)
- Börner, Alfred (1926–2009), deutscher Politiker (SPD), MdL
- Börner, Anton F. (* 1954), deutscher Unternehmer
- Börner, Bertram (* 1934), deutscher Rechtsanwalt und Notar
- Börner, Carl (1828–1905), deutscher Bildhauer
- Börner, Carl Julius Bernhard (1880–1953), deutscher Zoologe, Insektenkundler
- Borner, Caspar († 1547), deutscher Theologe und Reformator
- Börner, Christian Friedrich (1683–1753), deutscher lutherischer Theologe
- Börner, Christoph (* 1964), deutscher Betriebswirt und Hochschullehrer
- Börner, Dietrich (1933–2016), deutscher Wirtschaftswissenschaftler
- Börner, Eckhard (* 1951), deutscher Ingenieur, Politiker (CDU), MdL
- Börner, Emil (1884–1967), deutscher Lehrer und Mundartdichter
- Börner, Emil Paul (1888–1970), deutscher Maler, Bildhauer und Medailleur
- Borner, Erik (* 1976), deutscher Schauspieler und Regisseur
- Börner, Frank (* 1966), deutscher Ökonom und Politiker (SPD), MdL
- Börner, Gerhard (* 1941), deutscher Astrophysiker
- Börner, Hans (1927–2006), deutscher Komponist, Kantor und Kapellmeister
- Börner, Hans-Jürgen (* 1945), deutscher Redakteur, Moderateur und Journalist
- Börner, Heiko (* 1965), deutscher Opernsänger (Tenor)
- Börner, Heinrich (1919–1940), deutscher Wehrmachtsdeserteur
- Börner, Heinz (* 1934), deutscher Seeoffizier, Großhandelskaufmann und Diplomwirtschafter
- Börner, Heinz (1935–2024), deutscher Mediziner und Hochschullehrer
- Börner, Helene (1867–1962), deutsche Weberin, erste Werkmeisterin der Weberei des Bauhauses in Weimar
- Börner, Holger (1931–2006), deutscher Politiker (SPD), MdL, MdB, Ministerpräsident von HessenHolger Börner (1931–2006)

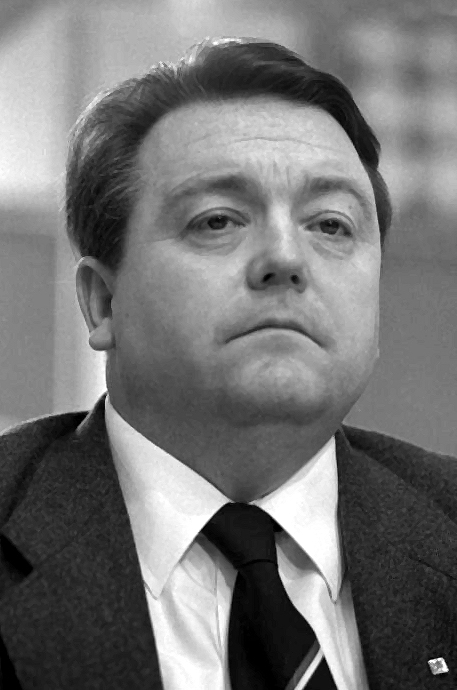
Holger Börner (1931–2006)

- Börner, Jacqueline (* 1965), deutsche Eisschnellläuferin
- Börner, Johann David (1762–1829), französischer General
- Börner, Johannes (1917–1988), deutscher Generalmajor der Volkspolizei, SED-Funktionär
- Börner, Julian (* 1991), deutscher Fußballspieler
- Borner, Karl (1898–1973), Schweizer Sprinter
- Börner, Karl-Heinz (* 1935), deutscher Lehrer und Historiker
- Börner, Katy (* 1967), deutsch-amerikanische Ingenieurin, Informatikerin und Hochschullehrerin
- Börner, Klaus (1934–2024), deutscher Museologe, Diplom-Historiker, Maler
- Börner, Kristina (* 1990), deutsche Fußballspielerin
- Börner, Lars (* 1973), deutscher Ökonom
- Börner, Leberecht Wilhelm (1841–1902), deutscher Lehrer und Autor
- Borner, Lis (* 1960), Chefredaktorin Audio beim Schweizer Radio und Fernsehen (SRF)
- Börner, Lore (1928–2011), deutsche Numismatikerin, Kunsthistorikerin und Kuratorin
- Börner, Manfred (1929–1996), deutscher Physiker und Forscher, Pionier und Erfinder der optischen NachrichtenübermittlungManfred Börner (1929–1996)

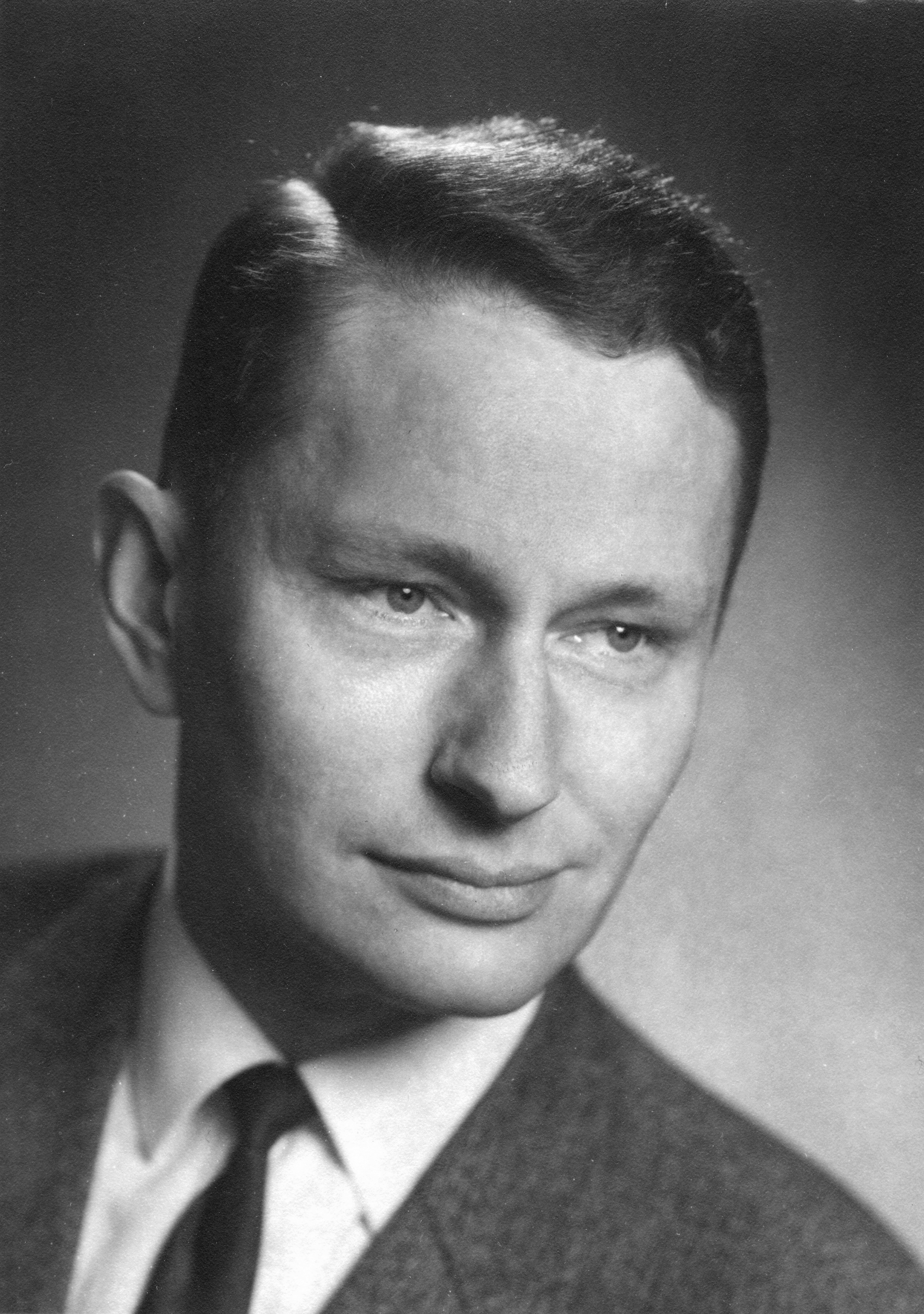
Manfred Börner (1929–1996)

- Börner, Marlon (* 2013), deutscher Tischtennisspieler
- Börner, Nikolaus (1693–1760), deutscher Apotheker und Mediziner
- Börner, Paul Albrecht (1829–1885), deutscher Mediziner und Publizist
- Börner, Rainer (1956–2021), deutscher Kulturmanager und ehemaliger FDJ-Funktionär
- Börner, Robert (1865–1934), deutscher Politiker (DNVP) und Mitglied des Sächsischen Landtages
- Börner, Rolf (1923–1973), deutscher Fußballspieler
- Börner, Sigmar (1932–2010), deutscher Fernsehregisseur und Redakteur
- Borner, Silvio (1941–2020), Schweizer Wirtschaftswissenschaftler
- Börner, Susanne (* 1980), deutsche Archäologin und Numismatikerin
- Börner, Thomas (* 1946), deutscher Pflanzengenetiker
- Börner, Thomas (* 1951), deutscher Fußballspieler
- Börner, Tom (* 1968), deutscher Musikpädagoge, Musiker, Autor, Komponist und Verleger
- Börner, Weert (1930–2024), deutscher Ministerialbeamter und Staatssekretär (Niedersachsen)
- Börner, Wilhelm (1788–1855), deutscher Pfarrer und gelehrter Heimatforscher
- Börner, Wilhelm (1882–1951), österreichischer Philosoph, Moralpädagoge und Schriftsteller
- Borner, Wilhelm (1890–1978), deutscher Industrieller
- Börner, Wilhelm (1927–2011), deutscher Nuklearmediziner
- Börner, Wolfgang (* 1943), deutscher Sprachwissenschaftler und Hochschullehrer
- Börnert, Gottfried (* 1928), deutscher Archivar
- Bornescu, Mircea (* 1980), rumänischer Fußballtorwart
- Bornet, Édouard (1828–1911), französischer Botaniker
- Bornett, Klara (1895–1939), österreichische Wasserspringerin
- Bornewasser, Franz Rudolf (1866–1951), deutscher Geistlicher, katholischer Bischof von Trier

### Borng
- Borngässer, Barbara (* 1951), deutsche Kunsthistorikerin
- Borngässer, Ludwig (1907–1994), deutscher Mathematiker und Bibliothekar
- Borngässer, Wilhelm (1879–1963), deutscher Musikpädagoge, Dirigent und Komponist
- Borngässer, Willy (1905–1965), deutscher evangelisch-lutherischer Pfarrer und Kommunalpolitiker
- Börngen, Freimut (1930–2021), deutscher Astronom
- Borngräber, Christian (1945–1992), deutscher Architekturhistoriker und Designtheoretiker
- Borngräber, Harald (* 1953), deutscher Fußballspieler
- Borngräber, Otto (1874–1916), deutscher Schriftsteller
- Borngräber, Ralf (* 1961), deutscher Politiker (SPD), MdL

### Bornh
- Bornhak, Achim (* 1969), deutscher Film- und FernsehregisseurAchim Bornhak (* 1969)

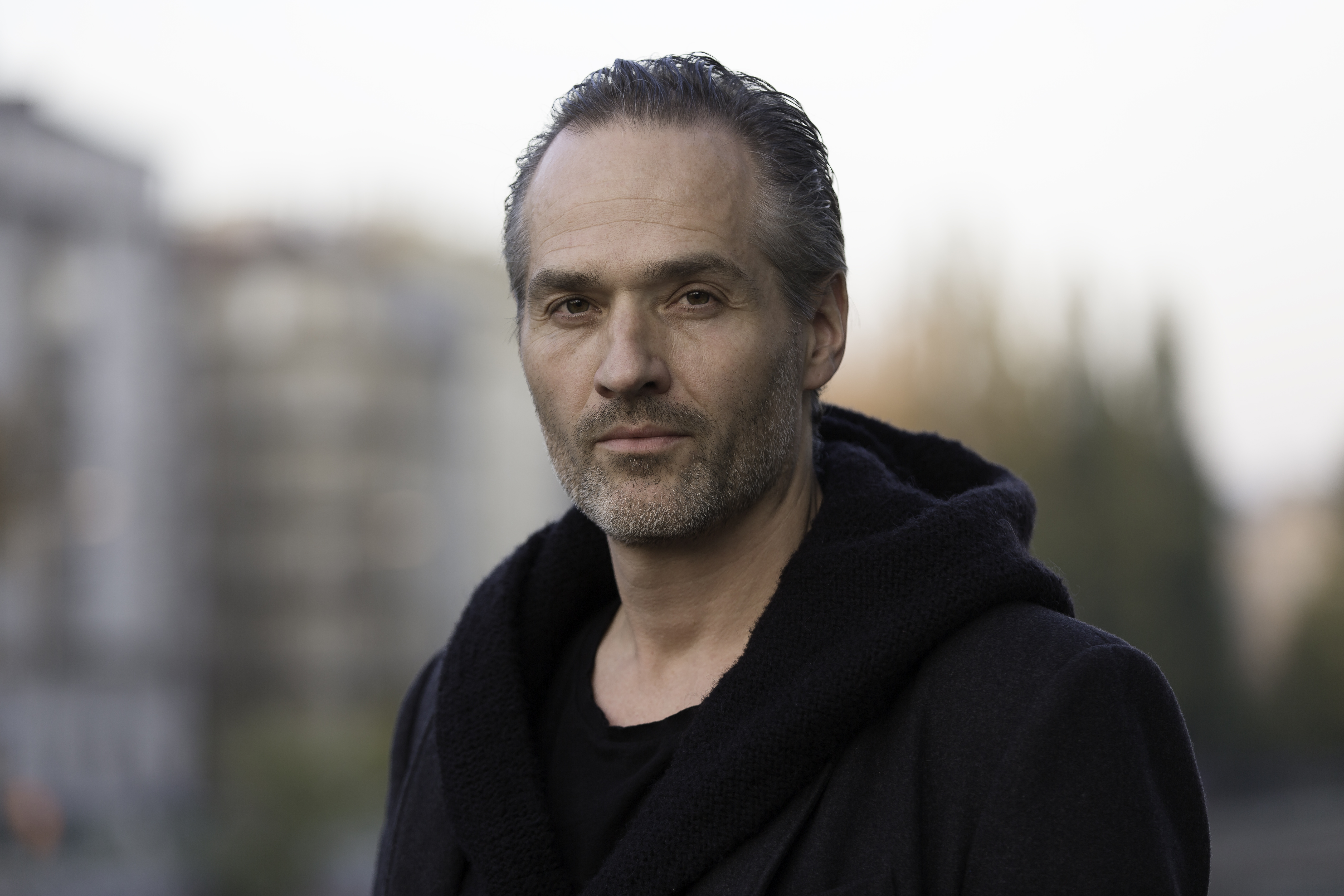
Achim Bornhak (* 1969)

- Bornhak, Conrad (1861–1944), deutscher Jurist
- Bornhalm, Alfred (* 1951), ehemaliger Präsident des Sozialverbandes Deutschland (SoVD)
- Bornhardt, Johann Heinrich Carl (1774–1843), deutscher Komponist, Pianist, Gitarrist und Musiklehrer
- Bornhardt, Wilhelm (1864–1946), deutscher Bergbeamter und Montanhistoriker
- Bornhaupt, Kurt Joachim von (1928–2009), deutscher Jurist und Richter am Bundesfinanzhof
- Bornhausen, Jorge (* 1937), brasilianischer Politiker und Anwalt
- Bornhausen, Karl (1882–1940), deutscher evangelischer Theologe
- Bornhauser, Eugen (1887–1957), deutscher Kommunalpolitiker
- Bornhäuser, Hans (1908–1996), deutscher evangelischer Theologe
- Bornhauser, Hans D. (1941–2016), deutscher Filmregisseur, -produzent, -schauspieler und Drehbuchautor
- Bornhäuser, Karl (1868–1947), Pfarrer, Theologe, Hochschullehrer
- Bornhauser, Patrick (* 1957), französischer Autorennfahrer und Unternehmer
- Bornhauser, Thomas (1799–1856), Schweizer Pfarrer, Publizist und Volksschriftsteller
- Bornheim gen. Schilling, Werner (1915–1992), deutscher Kunsthistoriker und Denkmalpfleger, Landeskonservator von Rheinland-Pfalz
- Bornheim, Gaby (* 1966), deutsche Reederin
- Bornheim, Marcus (* 1974), deutscher Journalist und Moderator
- Bornheim, Richard (* 1885), deutscher Verwaltungsbeamter, Bürgermeister und zuletzt Landrat im Landkreis Altenkirchen
- Bornheim, Walter (1888–1971), deutscher Kunsthändler
- Bornheimer, Kyle (* 1975), US-amerikanischer Schauspieler
- Bornhoff, Anna (* 1981), deutsche Fußballspielerin
- Bornhöft, Achim (* 1966), deutscher Komponist
- Bornhöft, Dennys (* 1986), deutscher Politiker (FDP), MdLDennys Bornhöft (* 1986)

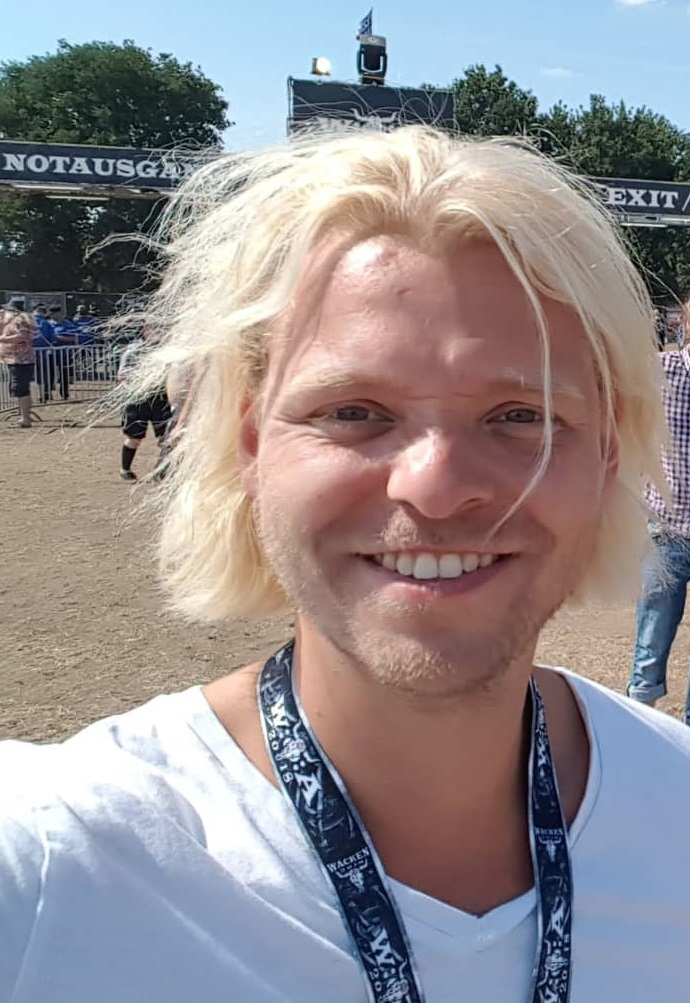
Dennys Bornhöft (* 1986)

- Bornhöft, Peter (* 1936), deutscher Schriftsteller und Lyriker
- Bornhöft, Ralph (* 1953), deutscher Politiker (SPD), MdHB
- Bornhøft, Tove (* 1956), dänische Schauspielerin und Theaterregisseurin
- Bornhöhe, Eduard (1862–1923), estnischer Schriftsteller
- Bornholdt, Jenny (* 1960), neuseeländische Dichterin
- Bornholdt, Laura (1919–2012), amerikanische Historikerin
- Bornholdt, Manon (* 1950), deutsche Fünfkämpferin, Weitspringerin und Hürdenläuferin
- Bornhorst, Bernd (* 1962), deutscher Politikwissenschaftler
- Bornhövd, Heinrich (1879–1960), deutscher Politiker (DVP), MdR

### Borni
- Börni (* 1986), Schweizer SängerinBörni (* 1986)

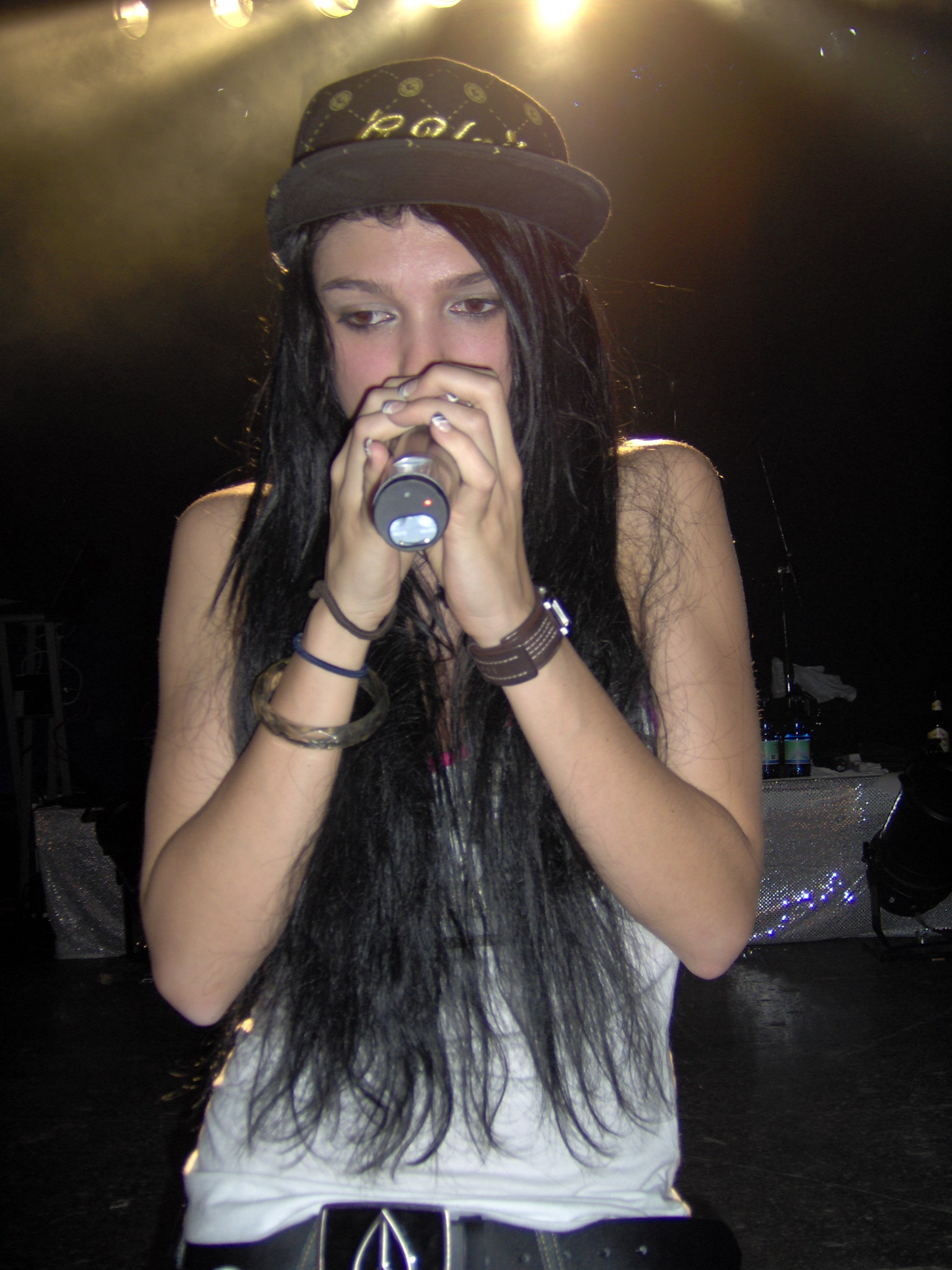
Börni (* 1986)

- Borniche, Roger (1919–2020), französischer Schriftsteller
- Börnicke, Hellmut (* 1891), deutscher Bankier
- Bornier, Henri de (1825–1901), französischer Schriftsteller und Mitglied der Académie française
- Borniger, Mirco (* 1984), deutscher Fußballtrainer
- Börnike, Susanne (* 1968), deutsche Schwimmerin
- Borninck, Gottfried († 1453), norddeutscher Geistlicher, Führungspersönlichkeit der Devotio moderna
- Borning, Walter (1920–1983), deutscher Funktionär, Abteilungsleiter des ZK der SED sowie Generalleutnant der NVA
- Bornito de Sousa (* 1953), angolanischer Politiker, Rechtswissenschaftler und Hochschullehrer
- Bornitz, Kurt (1899–1945), deutscher evangelischer Pfarrer, Gegner des Nationalsozialismus und NS-Opfer
- Bornitz, Leopold (1806–1853), deutscher Arzt und Schriftsteller

### Bornk
- Bornkamm, Georg W. (* 1943), deutscher Virologe
- Bornkamm, Günther (1905–1990), deutscher evangelischer Theologe
- Bornkamm, Heinrich (1901–1977), deutscher evangelischer Theologe
- Bornkamm, Joachim (* 1948), deutscher Jurist
- Bornkamm, Karin (1928–2016), deutsche Kirchenhistorikerin und evangelische Theologin
- Bornkamm, Reinhard (1931–2023), deutscher Botaniker und Hochschullehrer
- Bornkamp, Arno (* 1959), niederländischer Saxophonist und Musikpädagoge
- Bornkessel, Hans (1892–1977), deutscher Oberbürgermeister (Fürth, SPD) und Senator (Bayern)
- Bornkessel, Ralf (* 1958), deutscher Politiker (CDU, FW, BfTH, BD), MdL
- Bornkessel-Schlesewsky, Ina (* 1979), deutsche Neurolinguistin

### Bornm
- Bornmann, Johann Gottfried (1766–1825), deutscher evangelischer Geistlicher und Heimatforscher
- Bornmann, Karl Gerhard (* 1946), deutscher Polizeihauptkommissar
- Bornmeister, Simon (1632–1688), deutscher lutherischer Theologe und Kirchenlieddichter
- Bornmüller, Alfred (1868–1947), deutscher Botaniker
- Bornmüller, Christoph (* 1983), deutscher Theaterschauspieler und -regisseur
- Bornmüller, Joseph (1862–1948), deutscher Botaniker

### Borno
- Bornó, Louis (1865–1942), Präsident von Haiti
- Bornowska, Małgorzata, polnische Chorleiterin
- Bornowski, Gisela (* 1961), deutsche evangelische Theologin

### Borns
- Børns (* 1992), US-amerikanischer Musiker und SongwriterBørns (* 1992)

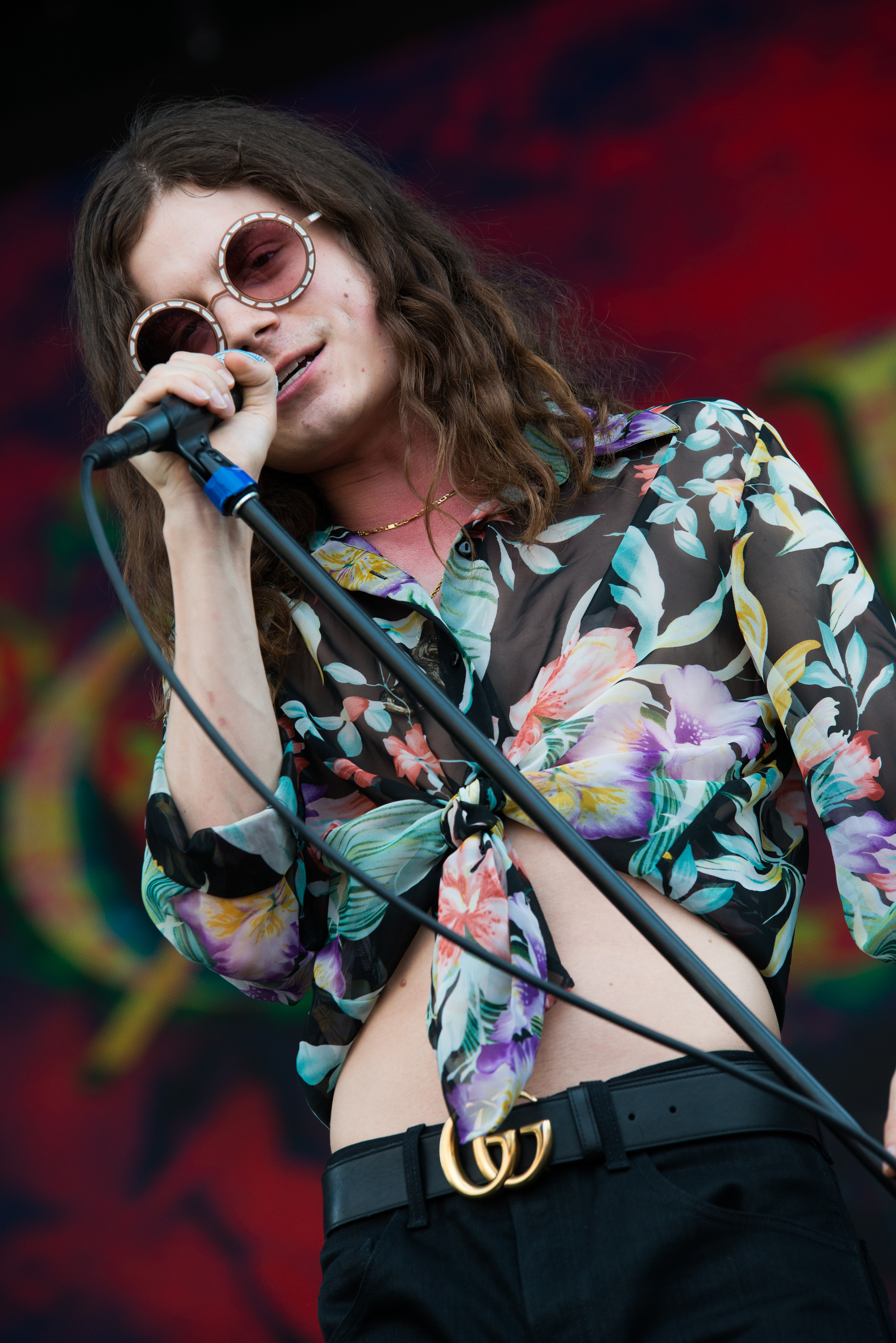
Børns (* 1992)

- Borns, Hannelore (* 1940), deutsche Schauspielerin und Hörspielsprecherin
- Bornschein, Andreas (* 1956), deutscher Fußballspieler
- Bornschein, Eduard (1883–1945), deutscher Musiklehrer und Komponist
- Bornschein, Johann Ernst Daniel (1774–1838), deutscher Dramatiker und Romanautor
- Bornschein, Jürgen (* 1960), deutscher Politiker (CDU), MdA
- Bornschein, Katja (* 1972), deutsche Fußballspielerin
- Bornschein, Marcos Ricardo (* 1968), brasilianischer Herpetologe, Ornithologe, Ökologe und Hochschullehrer
- Bornschein, Ricky (* 1999), deutscher Fußballspieler
- Bornschein, Rudolf (1912–1988), deutscher Kunsthistoriker und Direktor des Saarlandmuseums
- Bornscheuer, Friedrich Wilhelm (1917–2015), deutscher Bauingenieur (Statik, Stahlbau)
- Bornschlegel, Dieter (* 1954), deutscher Rockgitarrist, Sänger, Komponist und Texter
- Bornschürer, Johannes (1625–1677), deutscher evangelischer Theologe und Kirchenlieddichter
- Börnsen, Arne (* 1944), deutscher Politiker (SPD), MdB
- Börnsen, Gert (1943–2014), deutscher Politiker (SPD), MdL
- Börnsen, Hans (1907–1983), deutscher Anthroposoph und Autor
- Börnsen, Holger (1931–2019), deutscher Grafiker
- Börnsen, Peter (1896–1986), deutscher Politiker (NSDAP), MdR, MdL
- Börnsen, Wolfgang (1942–2024), deutscher Politiker (CDU), MdBWolfgang Börnsen (1942–2024)

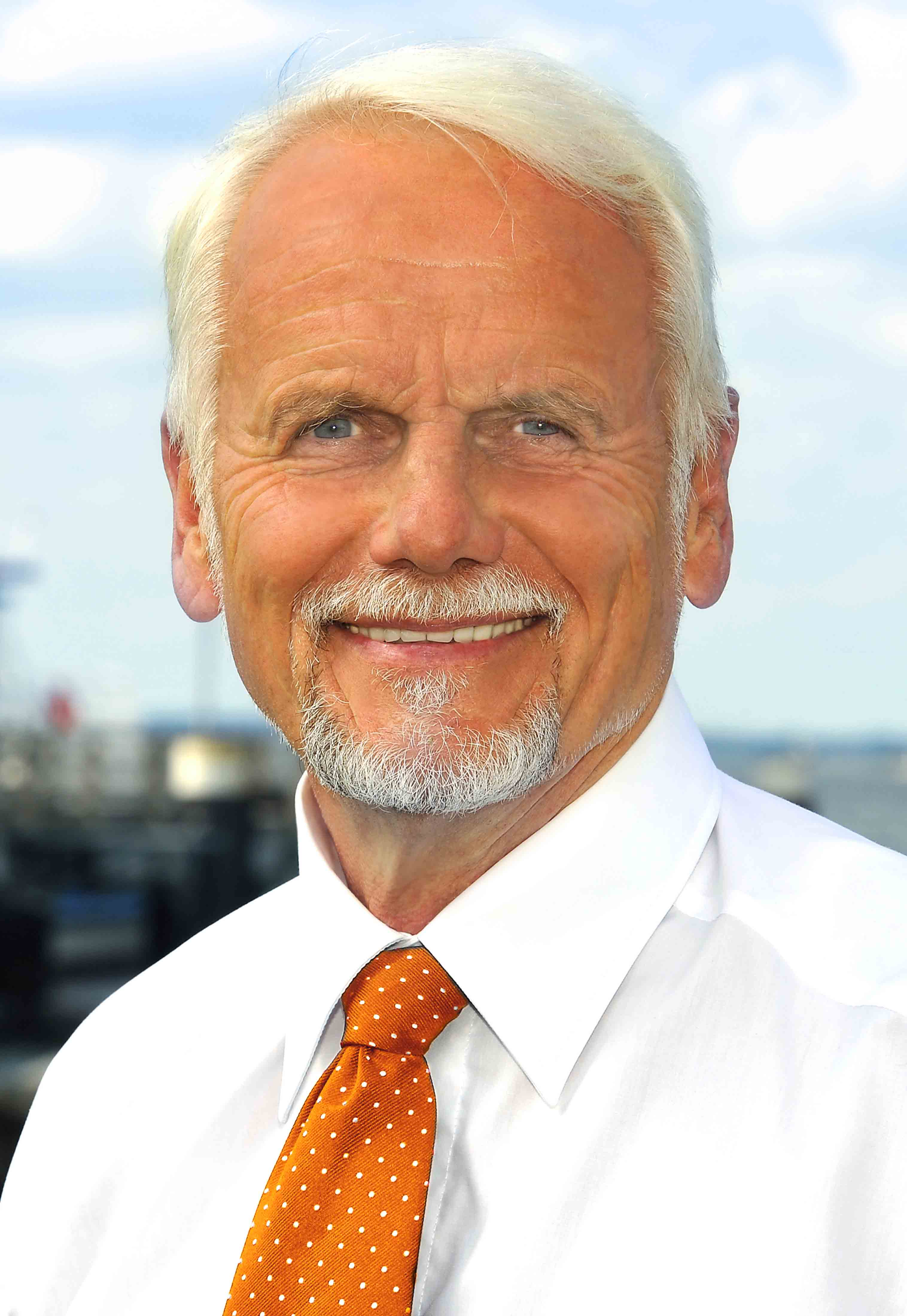
Wolfgang Börnsen (1942–2024)

- Bornstädt, Florian von (* 1991), deutscher Romanautor und Drehbuchautor
- Bornstädt, Matthias von (* 1986), deutscher Kinderbuchautor und Arzt
- Bornstaedt, Hans-Wilhelm von (* 1928), deutscher Offizier der Bundeswehr
- Bornstedt, Adelbert von (1807–1851), deutscher Publizist
- Bornstedt, August Gottlieb von (1698–1772), preußischer Generalmajor und Chef des Infanterieregiments Nr. 20
- Bornstedt, Bernhard Heinrich von (1693–1752), preußischer Generalleutnant, Chef des Kürassierregiments Nr. 9
- Bornstedt, Carl Wilhelm von (* 1723), preußischer Offizier und Landrat
- Bornstedt, Dietrich Eugen Philipp von (1726–1793), preußischer Generalleutnant, Chef des Infanterieregiments Nr. 20
- Bornstedt, Emil von (1804–1885), preußischer Generalleutnant
- Bornstedt, Ernst (1868–1956), deutscher Schauspieler, Regisseur und Theaterintendant
- Bornstedt, Ernst von (1863–1900), preußischer Politiker (DkP), MdPrA und Landrat
- Bornstedt, Hans Ehrentreich von (1722–1807), preußischer Generalleutnant und Amtshauptmann zu Biesenthal
- Bornstedt, Hans Joachim von (1679–1752), preußischer Hauptmann und Landrat
- Bornstedt, Hans-Jürgen von (1881–1962), deutscher Jurist, Staatsbeamter und Politiker
- Bornstedt, Karl von (1814–1900), preußischer Verwaltungsjurist und Landrat
- Bornstedt, Maximilian von (1709–1759), preußischer Major und Ritter des Orden Pour le Mérite
- Bornstedt, Thomas Friedrich von (1655–1697), polnisch-sächsischer Generalleutnant
- Bornstedt, Wilhelm (1905–1987), deutscher Gymnasiallehrer und Stadtheimatpfleger von Braunschweig (1974–1983)
- Bornstein, Arthur (1881–1932), deutscher Pharmakologe
- Bornstein, Berta (1896–1971), austroamerikanische Psychoanalytikerin
- Bornstein, Charles Zachary (* 1951), US-amerikanischer Dirigent und Dirigierlehrer
- Bornstein, Ernst Israel (1922–1978), jüdischer Holocaust-Überlebender und Buchautor
- Bornstein, Heini (1920–2016), Schweizer Textilhändler, Zionist und Autobiograf
- Börnstein, Heinrich (1805–1892), Schauspieler, Übersetzer, Publizist und Schriftsteller, der in Deutschland, Frankreich, den USA und Österreich wirkte
- Bornstein, Jonathan (* 1984), US-amerikanischer Fußballspieler
- Bornstein, Joseph (1899–1952), gesellschaftskritischer Journalist der Zeit der Weimarer Republik
- Bornstein, Karl (1863–1942), deutscher Mediziner
- Bornstein, Kate (* 1948), US-amerikanische Autorin, Schauspielerin und Künstlerin
- Bornstein, René (* 1983), deutscher Jazzmusiker (Bass, Komposition)
- Börnstein, Richard (1852–1913), deutscher Physiker und Meteorologe
- Bornstein, Stefan R. (* 1961), deutscher Mediziner
- Bornstein-Bielicka, Chasia (1921–2012), polnisch-jüdische Widerstandskämpferin gegen die Nationalsozialisten

### Bornt
- Bornträger, Eduard (1888–1958), deutscher Schauspieler
- Bornträger, Ekkehard W. (* 1958), Schweizer Historiker und Neogräzist

### Borny
- Borny, Heinrich Adam Elias († 1772), Maler